# Jean Uhrich
Jean Uhrich, francoski general, * 1802, † 1886.